# هاشم صالح
هاشم صالح (عربی: هاشم صالح محمد البلوشي؛ زادهٔ ۱۵ اکتبر ۱۹۸۱) بازیکن فوتبال اهل عمان بود.
از باشگاه‌هایی که در آن بازی کرده‌است می‌توان به باشگاه ورزشی الوکره، باشگاه فوتبال ظفار، باشگاه السویق، باشگاه ورزشی الشمال، باشگاه ورزشی کاظمه کویت، باشگاه ورزشی التضامن کویت، و باشگاه ورزشی النصر اشاره کرد.
وی همچنین در تیم ملی فوتبال عمان بازی کرده‌است.